# Parafia św. Stanisława Biskupa i Męczennika w Niedźwiadnej
Zasugerowano, aby wydzielić z tego artykułu informacje nt. kościoła do artykułu [[{{{1}}}]].
Parafia pw. św. Stanisława Biskupa i Męczennika w Niedźwiadnej – rzymskokatolicka parafia należąca do dekanatu Szczuczyn, diecezji łomżyńskiej, metropolii białostockiej. Siedziba parafii mieści się w Niedźwiadnej.

## Kościół parafialny
Obecny kościół murowany w stylu gotyckim pw. św. Stanisława BM zbudowany w połowie XVI w.
Na wzgórzu znajduje się późnogotycki kościół wzniesiony około połowy XVI w. Murowany z czerwonej cegły, orientowany, salowy na rzucie prostokąta.
14 sierpnia 1663 roku kościół i ołtarze zostały konsekrowane przez biskupa płockiego Stanisława Starczewskiego.
Kościół był wielokrotnie remontowany. Ostatni gruntowny remont został przeprowadzony w latach 1972–1978 staraniem ks. prob. Mariana Łupińskiego. Kościół konsekrowany 14.08.1663 r.
Plebania murowana wybudowana na początku XX w..

## Obszar parafii
W granicach parafii znajdują się miejscowości:

- Niedźwiadna,
- Brzeźnie,
- Chełchy,
- Chojnowo,
- Czarnowo,
- Czarnówek,
- Kownacin,
- Kurki,
- Mazewo,
- Milewo
- Załuski.

### Obiekty zabytkowe

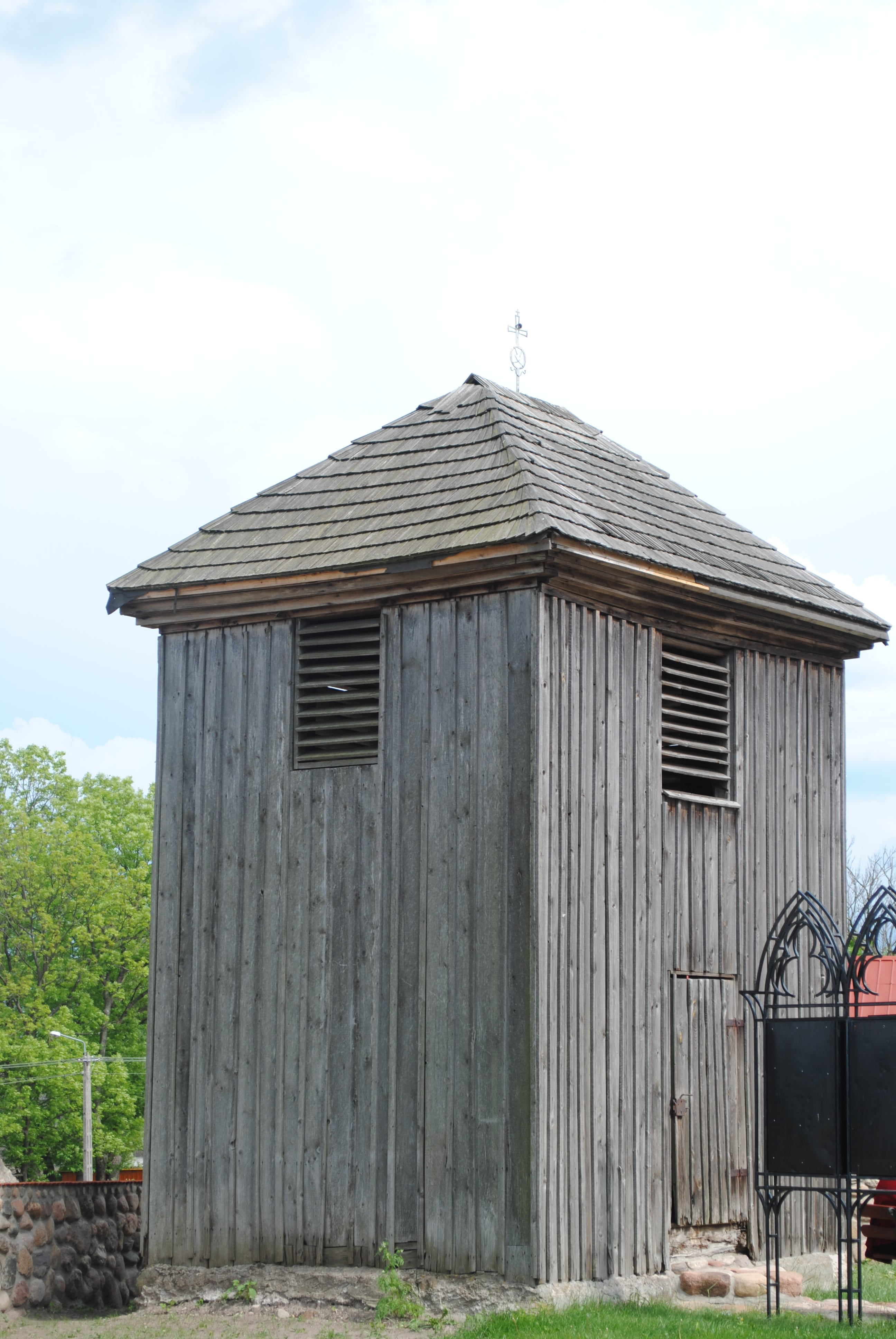
Dzwonnica z 1760 r.

- kościół parafialny pw. św. Stanisława Biskupa, XVI, nr rej.: 200 z 29.12.1964
- dzwonnica, drewniany, 1760, nr rej.: 201 z 29.12.1964
- cmentarz rzymskokatolicki (część najstarsza), 1 poł. XIX, nr rej.: 366 z 18.04.1988
- kaplica rodziny Obryckich, 1856, nr rej.: j.w[4].